# Forsth
Forsth war Anfang der 1990er Jahre eine Extreme-Metal-Band aus der Schweiz.

## Geschichte
Forsth wurden im schweizerischen Luzern gegründet. Beeinflusst durch skandinavischen Black Metal versuchten sie auf die schweizerische Black-Metal-Szene einzuwirken. 1996 erschien das erste Album Winterforst, dem 1997 mit Helvetic War eine Veröffentlichung auf Last Episode folgte. Für die Lieder Wolfshowl in the Moonlight und Horde of Avengers der VHS Helvetic Hymns from Winterfrost drehte die Band ein Video unter der Regie von Matt Vain. 
Durch bandinterne Differenzen trennte sich die Band 1999. Nach der Trennung wurde die Band Morgart ins Leben gerufen.

## Stil
Die Band orientierte sich am Black Metal «mit total schweizerischer Prägung», wobei das Keyboard «meistens die Melodieführung übernimmt, den Gitarren aber immer genügend Spielraum lässt, um sich zu entfalten». Gelegentlich werden «Schlachtfeld-Samples» in die Musik integriert, und Stücke wie Waldpfad oder Snowly Mountains transportieren die Naturverbundenheit der Band und «deuten auf ein an Immortal angelehntes winterliches Konzept hin»; bei Mit den Gedanken im nordischen Altertum wurde ausschließlich klarer Frauengesang eingesetzt, wobei das Stück laut Deadleft vom Vönger Musikmagazin «herrlich verkrampft-volkstümlich mit einer Prise heidnischer Finsterniss [sic!]» klingt. Er beschrieb Winterfrost als «so unspektakulär wie überflüssig», das Webzine Taste of Black hingegen betonte Forsths Legendenstatus und empfahl auch den Nachfolger Morgart. Der Nachfolger Helvetic War befasst sich mit den Kriegen als Teil der Geschichte der Schweiz; Turov vom Vönger Musikmagazin verglich den Stil mit dem der deutschen Band Eminenz zu Zeiten ihres dritten Albums Anti-Genesis (On the 8th Day I Destroy Godcreation).

## Diskografie
- 1996: Winterfrost (Album, Mos)
- 1997: Helvetic War (Album, Last Episode)
- 1997: Helvetic Hymns from Winterfrost (VHS, MOS Records)[5]